# Rotem Gafinovitz
Rotem Gafinovitz, née le 9 juin 1992 à Modiin-Maccabim-Reout, est une coureuse cycliste israélienne. Elle est championne d'Israël sur route et de VTT cross-country en 2015.

## Biographie
Rotem Gafinovitz commence à pratiquer le cyclisme durant son enfance et accompagne son père le week-end. À quinze ans, elle se rend aux Pays-Bas avec son club pour un stage et une compétition. Elle en revient avec la conviction que la réalisation de ses ambitions passe par ce pays.
Elle contacte Eric Verstraten, rencontré lors de sa visite aux Pays-Bas, et obtient une place dans l'équipe Dura Vermeer, qu'il dirige. Elle intègre cette équipe en 2010 et s'installe à Rosendael.
En 2013, Rotem Gafinovitz est engagée par l'équipe belge Topsport Vlaanderen-Bioracer, à la demande du PDG de Ridley, sponsor de cette équipe. En 2014, elle quitte cette dernière afin de se préparer et de se qualifier pour l'épreuve de VTT des Jeux olympiques de 2016, et revient pour cela en Israël. En 2015, elle est championne d'Israël sur route et de VTT cross-country. Elle se blesse cependant en chutant et ne parvient pas à se qualifier pour les Jeux. 
En 2016, elle revient sur route et est engagée par l'équipe néerlandaise Jos Feron Lady Force, dirigée par Eric Verstraten. À sa propre surprise, elle obtient un contrat professionnel en 2017 avec l'équipe WM3.
En 2019, elle remporte le titre de championne d'Israël du contre-la-montre.

## Palmarès sur route

### Par année
- 2010
  - 2e du championnat d'Israël contre-la-montre juniors
  - 2e du championnat d'Israël sur route juniors
- 2011
  - 3e du championnat d'Israël contre-la-montre
- 2012
  - 2e du championnat d'Israël contre-la-montre
  - 2e du championnat d'Israël sur route
- 2013
  - 2e du championnat d'Israël contre-la-montre
  - 2e du championnat d'Israël sur route
- 2015
  -  Championne d'Israël sur route
  - 2e du championnat d'Israël contre-la-montre
- 2016
  - 2e du championnat d'Israël sur route
- 2017
  - 2e du championnat d'Israël contre-la-montre
- 2018
  -  Championne d'Israël du contre-la-montre
  - 2e du championnat d'Israël sur route
- 2019
  -  Championne d'Israël du contre-la-montre
  - Tour d'Arava
  - 2e du championnat d'Israël sur route
  - 3e du Scorpions' Pass TT
- 2021
  -  Championne d'Israël du contre-la-montre
  - 2e du championnat d'Israël sur route
- 2022
  - 2e du championnat d'Israël contre-la-montre
  - 2e du championnat d'Israël sur route
- '2023
  - 2e du Regiónom Nitrianskeho Kraja (contre-la-montre)

### Résultats sur les grands tours

#### Tour de France
1 participation
- 2022 : 70e

### Classements mondiaux
| Année                                 | 2012 | 2013 | 2014 | 2015 | 2016 | 2017 | 2018 | 2019 | 2020 | 2021 | 2022 | 2023 | 2024 |
| ------------------------------------- | ---- | ---- | ---- | ---- | ---- | ---- | ---- | ---- | ---- | ---- | ---- | ---- | ---- |
| Classement UCI                        | 261e | 240e | nc   | 278e | 263e | 467e | 348e | 123e | 472e | 255e | 292e | 194e | 252e |
| UCI World Tour                        |      |      |      |      | nc   | nc   | nc   | 192e | 141e | nc   | nc   | nc   | nc   |
|                                       |      |      |      |      |      |      |      |      |      |      |      |      |      |
| Légende : nc = non classéSource : UCI |      |      |      |      |      |      |      |      |      |      |      |      |      |

## Palmarès en VTT
- Championne d'Israël de cross-country en 2015